# Peter Jessen (arkitekt)
 Der er flere personer med dette navn, se Peter Jessen.
Peter Krogh Bonsach Jessen (født 20. april 1781 i Christianssund i Norge, død 2. december 1828 i København) var en dansk-norsk arkitekt og kongelig bygningsinspektør.

## Biografi
Han var søn af tolder og købmand i Flensborg Peter Jessen (1748-1814) og Cicilia Jonsdatter Schielderup. Han besøgte Kunstakademiet fra 1803, vandt 1806 og 1808 dets to sølvmedaljer og 1814 den lille guldmedalje for opgaven En Kancellibygning. Efter at han i nogle år (1814-23) havde været konstitueret hofbygmester, i hvilke år han også udførte nogle arbejder ved Charlottenborg, blev han bygningsinspektør for de kongelige godser, men døde allerede 1828, efterladende en enke og tre små børn.
Som kongelig bygningsinspektør havde Jessen tilsyn med Jægerspris Slot, Helligkors Kildehus ved Roskilde, bygningerne på Hirschholm, Jægersborg, Eremitageslottet, samt flere bygninger i Københavns og Frederiksborg Amter, på godser i Odsherred og på Bådesgårds Gods på Lolland. 
Ud over ovennævnte har han udført et projekt til en kirke i Mandal (efter brand 1810), Det Kallevigske Palæ i Arendal (1813), som er hans eneste selvstændige værk, og et forslag til en biblioteks- og museumsbygning for Universitetet i Christiania (1816).
Han var blevet gift 20. december 1817 i København med Magdalene Dorothea Willerup (ca. 1790 - 10. maj 1830 i København), datter af billedhugger Frederik Christian Willerup og Ane Dorothea Kisbye. Han er begravet på Garnisons Kirkegård.